# Njallejaure (Tärna socken, Lappland)
Njallejaure är en sjö i Storumans kommun i Lappland och ingår i Umeälvens huvudavrinningsområde. Sjön har en area på 0,334 kvadratkilometer och ligger 820,2 meter över havet.

## Delavrinningsområde
Njallejaure ingår i det delavrinningsområde (726364-149738) som SMHI kallar för Mynnar i Gardiken. Medelhöjden är 782 meter över havet och ytan är 35,17 kvadratkilometer. Det finns inga avrinningsområden uppströms utan avrinningsområdet är högsta punkten. Björndalbäcken som avvattnar avrinningsområdet har biflödesordning 2, vilket innebär att vattnet flödar genom totalt 2 vattendrag innan det når havet efter 336 kilometer. Avrinningsområdet består mestadels av skog (37 procent) och kalfjäll (62 procent). Avrinningsområdet har 0,4 kvadratkilometer vattenytor vilket ger det en sjöprocent på 1,1 procent.